# Järnvägsolyckan i Ledsgård
Järnvägsolyckan i Ledsgård inträffade kl. 12.46 28 februari 2005 i anslutning till stationen Ledsgård på Västkustbanan strax norr om Kungsbacka. Ett godståg med tankvagnar fyllda med klor skulle stanna för att släppa förbi ett X2000-tåg och spårade i samband med detta ur. På grund av den farliga lasten blev räddningsinsatsen omfattande. Inga personskador uppstod, utöver lokföraren som fick ett slag mot låret i samband med urspårningen.

## Olycksplatsen
Ledsgård är en mötesstation belägen strax norr om Kungsbacka i Halland. Driftplatsen ligger mellan stationerna Hede och Anneberg. Stationen är inte avsedd för resenärer utan används bland annat för att tillåta snabbare tåg att köra om långsammare.

## Tåget
Tåget bestod av ett ellok (Rc4) som drog 12 cisternvagnar lastade med klor. Operatör var Green Cargo. Vagnarnas destination var Rotterdam i Nederländerna. Max hastighet för det aktuella tågsättet var 80 km/h.

## Händelseförloppet
Vagnarna lastades med klor vid Akzo Nobels anläggning i Bohus på förmiddagen den 28 februari 2005. De kördes därefter bakom ett diesel-elektriskt lok till Sävenäs rangerbangård där de istället kopplades till ett ellok och därmed bildade det tåg som kom att haverera.
Klockan 12.21 avgick tåget mot Malmö. Vid stationen Ledsgård skulle tåget stannas på ett sidospår för att släppa förbi ett snabbare X2000-tåg. Under inbromsningen märkte föraren att tåget inte bromsade in som han förväntat sig. Han fullbromsade tåget och strax efter det gick ATC-systemet in och bromsade ytterligare. Hastigheten minskade, men inte tillräckligt vilket resulterade i att tåget passerade en röd signal. Eftersom signalen var röd låg växeln i ett läge som förde tåget in på det korta säkerhetsspår som finns. Detta för att förhindra tåget att åter köra in på huvudlinjen och därmed riskera att kollidera med andra tåg.
Det korta säkerhetsspåret slutade med en stoppbock som tåget körde igenom i 39 km/h. Tåget fortsatte ytterligare cirka 40 meter. När det slutligen stannat hade loket och de fyra första vagnarna spårat ur. Klockan var då 12.46.

## Räddningsinsatsen
Såväl lokföraren som allmänheten larmade om olyckan och räddningstjänsten anlände strax. Det stod snart känt att inga personskador inträffat samt att tåget var lastat med cirka 770 ton klor. En större insats med representanter från bland annat Räddningstjänsten, Green Cargo, Akzo Nobel, Banverket och Kungsbacka kommun startades. De åtta oskadade vagnarna kördes undan och de fyra urspårade läktrades (tömdes) på sitt innehåll på olycksplatsen. Därefter bärgades de tomma vagnarna och spåranläggningen reparerades. Till följd av olyckan var Västkustbanan förbi olycksplatsen avstängd i nästan tre veckor.

## Orsaker till olyckan
Olyckan utreddes bland annat av Statens Haverikommission (SHK). I rapporten fastställs ett antal orsaker till olyckan. Största vikt läggs vid att vagnarnas så kallade lastväxlar låg i fel läge och att föraren i Bohus inte kontrollerat detta. Lastväxeln kan, per vagn, läggas i antingen läge TOM eller LAST. Dessa lägen påverkar sedan vagnens bromsförmåga, vilket i sin tur påverkar hela tågsättets bromstal. Samtliga vagnar var fullastade med klor, men hade trots detta sin lastväxel i läge TOM. Konsekvensen av detta blev att tåget bromsade mycket sämre än förväntat och alltså inte lyckades stanna före den röda stoppsignalen i Ledsgård utan istället växlades in på säkerhetsspåret där det körde igenom stoppbocken och spårade ur.
Vidare pekar SHK på flera brister som inte hade kunnat förhindra olyckan, men förmildrat konsekvenserna, t.ex. att information om banans medförslut inte fanns inlagd i ATC-systemet (detta skulle fått systemet att bromsa tåget tidigare) och att stoppbocken inte var korrekt monterad. Vid tiden för olyckan behövde inte retardationsprov utföras och den förare som tog över i Sävenäs gjorde bara ett så kallat genomslagsprov för att kontrollera att bromsarna tog igenom hela tågsättet. Eftersom vagnarna inte utgick från Sävenäs behövde den förare som övertog vagnarna inte kontrollera lastväxlarnas läge.

## Efterspel
Två år efter olyckan åtalades den förare som körde tåget från Bohus till Sävenäs rangerbangård. Han åtalades för allmänfarlig vårdslöshet för att han inte ställt lastväxlarna på vagnarna i rätt läge. Han dömdes senare till villkorlig dom samt 50 dagsböter.
År 2009 stämdes Green Cargo av Västtrafik som begärde cirka en miljon kronor i skadestånd för förluster företaget gjort till följd av att Västkustbanan var avstängd under en längre tid. Även Akzo Nobel begärde ersättning av Green Cargo för de kostnader som uppstod i samband mer bärgningsarbetet. Målet prövades av tingsrätt, hovrätt och Högsta domstolen (år 2014). Samtliga instanser avslog Akzo Nobels skadeståndskrav.

### Webbkällor
- ”Rapport RJ 2007:2 - Olycka med tåg 5525 – påkörning av stoppbock med påföljande urspårning” (PDF). Statens haverikommission 2007. 27 juni 2007. https://www.havkom.se/assets/reports/Swedish/45772136_rj2007_02.pdf. Läst 22 februari 2018.